# 小行星18321
小行星18321（18321 Bobrov）是一颗绕太阳运转的小行星，为主小行星带小行星。该小行星于1982年10月25日发现。

## 轨道参数
小行星18321的轨道半长轴为2.7084985 UA，离心率为0.278。